# ثاقب الازميري
ثاقب الازميري (ت. 1148 هـ) هو شاعر ومتصوف تركي.
هو الشيخ مصطفى الازميري التركي، المشتهر بثاقب. وجاء في «معجم المؤلفين» أن إسمه مصطفى دده البرسوي الرومي، الملقب بثاقب. كان من أهل أزمير وسكن مدينة أدرنة. كان من مشايخ الصوفية المولوية و تصدر لمشيخة خانقاه كوتاهية.

## آثاره
له كتاب «سفينة» في مناقب العرفاء المولوية، وله ديوان شعر.